# Myles Hippolyte
Myles Elliot Zach Hippolyte (ur. 9 listopada 1994 w Londynie) – grenadyjski piłkarz grający na pozycji skrzydłowego w klubie AFC Wimbledon oraz reprezentacji Grenady.

## Kariera
Karierę rozpoczynał w Brentford, ale nie rozegrał ani jednego meczu w dorosłej drużynie. Potem grał w wielu klubach z niskich lig angielskich. W 2014 przeniósł się do Livingston, z którym wygrał Scottish Challenge Cup. W 2018 w klubie St. Mirren wywalczył awans do Scottish Premiership. Potem grał także w Dunfermline Athletic, Yeovil Town i Scunthorpe United. W 2022 został piłkarzem angielskiego Stockport County. W tym samym roku wygrał z nim National League, a dwa lata później League Two. W 2024 przeniósł się  do AFC Wimbledon.
Hippolyte miał możliwość gry w kadrach Anglii, Saint Lucia oraz reprezentacji Grenady. Zdecydował się grać dla Grenady, w której zadebiutował 24 marca 2023 w meczu ze Stanami Zjednoczonymi. W tym spotkaniu zdobył pierwszą bramkę w kadrze.